# キャットストリート (漫画)
『キャットストリート』は、神尾葉子による日本の少女漫画。またこれを原作としたテレビドラマ。
『別冊マーガレット』（集英社）に2004年8月号から2007年10月号まで連載された。単行本は全8巻。「本当は5巻までしか描くつもりがなかった」と作者は語っている。

## あらすじ
青山恵都は、かつて天才子役として名を馳せた少女。しかし、ミュージカル作品「サニーデイズ」に出演した際、ダブルキャストであった同じく子役の園田奈子の裏切りを受け、舞台本番中に大失敗をし途中降板してしまった。以降は芸能界を引退、そして通っていた小学校も不登校になってしまい引きこもりの生活を送っていた。そんな中、たまたまフリースクール「エル・リストン」の学長に出会い、「エル・リストン」への登校を誘われ、通い始める。
小学校時代の同級生との再会や初めての恋愛、「エル・リストン」の心優しい生徒と仲を深めていくことで、恵都は少しずつ成長していく。

## 登場人物
青山 恵都（あおやま けいと）
幼少時代は天才子役として芸能界の第一線で活躍していた。しかし、奈子とダブルキャストで演じた舞台の初日で奈子に裏切られ、大失態を演じて芸能界を去る。それから7年間、人間不信となり不登校になるが、スクール長との出会いを経て、フリースクール「エル・リストン」に通い始める。小・中・高と不登校で引きこもりだったため、簡単な漢字の読み書きなどもできない。奈子との再会・和解を経て、女優復帰を図る。
佐伯 玲（さえき れい）
「エル・リストン」に通うきっかけを与えてくれた恵都の友人。かつてはサッカーの天才少年として活躍し、サッカーの名門高校へ進んだが、自己中心的な態度が周囲に反感を買い、地区大会の予選でチームメイト全員にパスをボイコットされる。その後退部し高校も退学。恵都のことを好きになり付き合うが、恵都の本当の気持ちに気付き、身を引く。その後、サッカーを極めるためにブラジルへ留学。
峰 浩一（みね こういち）
「エル・リストン」に通う恵都の友人。フリーのプログラマとして仕事もしている。IQ200の天才。痩せている。1人暮らし。家族に血のつながらない姉が1人いる。後にIT企業「コックス・コーム」を立ち上げる。
野田 紅葉（のだ もみじ）
「エル・リストン」に通う恵都の友人。ロリータ・ファッションが好き。服はいつも自作。以前は普通高校に通っていたが馴染めず退学し、現在に至る。5人姉弟の長子。かなりの面食いである。
雅信（まさのぶ）
愛称は「マーサ」。「エル・リストン」に通う元モデルで、現在はヘアメイクの仕事をしている。ゲイであるらしい。
スクール長 / 小島（こじま）
フリースクール「エル・リストン」を主宰。「QUE」で恵都を見かけ「エル・リストン」へと誘う。
三次（みよし）
恵都が通う喫茶店「QUE」のマスター。7年前、舞台を飛び出し路地にうずくまっていた恵都を助けた。恵都は「さんちゃん」と呼ぶ。スクール長の知り合いである。
園田 奈子（そのだ なこ）
ミュージカル『サニーデイズ』で恵都と共に主役を務めた。恵都を引きこもりにさせた張本人である。今も芸能界で活躍しているが、落ち目である。一時期は演技がワンパターンだと叩かれていた。マーサを利用して7年ぶりに恵都と再会。実は友人と呼べる存在が一人もいなかった。その後、ふっきれて女優業にのめり込む。
原沢 大洋（はらさわ たいよう）
恵都の小学校時代の同級生。昔は恵都に恋をしていたが、現在はサッカー部マネージャーと交際中。陸斗（りくと）と海斗（かいと）という双子の弟がおり、中学2年の時に母親を亡くして以来、面倒をみている。
平野（ひらの）
大洋が所属するサッカー部のマネージャー。念願が叶い、現在大洋と交際中。
青山 知佳（あおやま ちか）
恵都の妹。引きこもりの恵都を嫌い、会話を交わすことはほとんどなかった。友人だった同級生にカツアゲされ、金を渡すことで友人関係を築いてきたが、成長した恵都に止められる。
母（仮称）
恵都と知佳の母親。かつては典型的なステージママで、恵都に学校を早退させてまでオーディションを受けさせていた。恵都が「エル・リストン」に通い、和解した後は安心した様子で見守っている。
父（仮称）
恵都と知佳の父親。恵都が引きこもっている間、会話はまったくなかった。

## 書籍情報

### 文庫本版
- 第1巻(2011年7月20日発売)ISBN 978-4-08-619250-7
- 第2巻(2011年7月20日発売)ISBN 978-4-08-619251-4
- 第3巻(2011年8月23日発売)ISBN 978-4-08-619252-1
- 第4巻(2011年8月23日発売)ISBN 978-4-08-619253-8
- 第5巻(2011年8月23日発売)ISBN 978-4-08-619254-5

## テレビドラマ
2008年8月28日から10月2日まで、NHK総合テレビジョンのドラマ8で毎週木曜日の20:00 - 20:45（JST）に放送された、谷村美月主演の連続テレビドラマ。全6回。
原作の佐伯玲は登場せず、峰浩一が玲の役も担っている。

### キャスト
- 青山恵都 - 谷村美月（17歳）（10歳 - 美山加恋）
- 峰浩一 - 勝地涼（18歳 - 19歳）
- 野田紅葉 - 黒川智花（16歳 - 18歳）
- 鈴木剛太 - 木村了（16歳 - 18歳、ドラマオリジナル）
- 原沢大洋 - 石黒英雄（16歳 - 17歳）（10歳 - 深澤嵐）
- 青山知佳 - 荒井萌
- 園田奈子 - 高部あい（17歳）（10歳 - 鈴木理子）
- 小沢雅信（原作とは異なり、エル・リストンの生徒ではない） - 田中圭
- 青山隆一（恵都の父） - 高橋ジョージ
- 森口健太郎（スクール長） - 生瀬勝久
- 青山由美子（恵都の母） - 賀来千香子

### ゲスト
- エル・リストン生徒
  - ゆかり - 峯岸みなみ（AKB48）
  - 京香 - 寉岡瑞希
  - 直樹 - 里中隼人
- 第1話
  - 知佳の友達・雅美 - 小野恵令奈（AKB48）
  - ディレクター・木下 - 池田成志
  - ファミレスの母親 - 小林美江
- 第2話
  - 原沢大洋の彼女・平野ユミ - 大島優子（AKB48）[1]（-第4話）
  - 知佳の中学時代の同級生 - 小島藤子、あいか、坂巻奈津穂
- 第3話
  - 野田志津江（紅葉の母） - 大島蓉子
  - 山口健 - 馬場徹
  - 吉井真二 - 鈴之助
  - リサ - 中村映里子
  - 美咲 - 麻生夏子
  - 奈々 - 沢井美優
  - レポーター - 寺門ジモン（-第4話）
- 第4話
  - 栗田ひとみ（奈子のマネージャー） - 秋本奈緒美（-第6話）
  - 安田博之（奈子の出演劇中ドラマ『グリーンデイズ』出演者） - 藤村直樹
  - PV監督 - 吉田羊
  - ミュージシャン - Kagrra,
- 第5話
  - さゆみ - 有末麻祐子
  - 恵美 - 秋山奈々
  - 高校生・清 - 夕輝壽太
  - 高校生・治司 - 清水良太郎
  - 高校生・篤郎 - まるお
  - 関口義弘（映画「プレゼント」プロデューサー） - 飯田基祐（-第6話）
  - 古川憲一（映画監督） - 大友康平（-第6話）
  - 春香の母 ‐ 阿部朋子
  - 指導員 ‐ 岡田桂子
- 第6話
  - ヘアメイク - 鳥居みゆき
  - マドカ - 秋田真琴

### 放送日程
| 各話                                                     | 放送日   | サブタイトル     | 視聴率 |
| -------------------------------------------------------- | -------- | ---------------- | ------ |
| 第1回                                                    | 08月28日 | 奇跡の出逢い     | 7.0%   |
| 第2回                                                    | 09月04日 | これって、恋?    | 4.9%   |
| 第3回                                                    | 09月11日 | 7年目の怒り      | 6.0%   |
| 第4回                                                    | 09月18日 | 運命の再会       | 6.1%   |
| 第5回                                                    | 09月25日 | 何ができる? 私に | 6.0%   |
| 最終回                                                   | 10月02日 | 涙の卒業式       | 5.5%   |
| 平均視聴率5.9%（視聴率は関東地区・ビデオリサーチ社調べ） |          |                  |        |

### スタッフ
- 脚本 - 浅野妙子、篠崎絵里子（第5話）
- 演出 - 佐々木章光、藤尾隆
- 制作統括 - 小松昌代、遠藤理史
- プロデューサー - 黒沢淳
- 音楽 - 渡辺雄一
- 協力 - フォーチュン、Kカンパニー、フジアール、TMC 砧スタジオ
- 制作協力 - NHKエンタープライズ
- 制作・著作 - NHK、テレパック

### テーマソング
主題歌
いきものがかり「プラネタリウム」（エピックレコードジャパン）
挿入歌（第4話）
kagrra,「四月一日」（キングレコード）
恵都が奈子の代役としてPVに出演する際の曲として使用。